# Oh ! Hé ! Hein ! Bon !

Oh ! Hé ! Hein ! Bon ! est une chanson écrite, composée et interprétée par Nino Ferrer, parue en face B du single Alexandre en 1966. 
La chanson est incluse dans une liste de 3 000 morceaux classiques du rock, dans l'ouvrage La Discothèque parfaite de l'odyssée du rock de Gilles Verlant.

## Titres
Single Riviera 231.172
- Face A

1. Alexandre (2:30)
2. Le Blues des rues désertes (2:25)

- Face B

1. Oh ! Hé ! Hein ! Bon ! (2:07)
2. Longtemps après (3:05)